# Gerhard Schacht
Gerhard Schacht (6 de Abril de 1916 – 7 de Fevereiro de 1972) foi um Major altamente condecorado durante a Segunda Guerra Mundial, tendo sido paraquedista. Depois da guerra voltou a juntar-se às forças armadas alemãs, onde chegou ao posto de Coronel. 
Durante a Segunda Guerra Mundial, foi líder e lutou ao lado dos homens que chefiava em várias operações, tendo participado na Batalha da Fortaleza Eben-Emael, na Batalha de Creta, na Campanha do Norte de África, na Batalha de Monte Cassino, na Frente Oriental e na Batalha de Seelow.

## Condecorações
- Distintivo de Paraquedista
- Cruz de Ferro (1939)
  - 2ª Classe (12 de Maio de 1940)[2]
  - 1ª Classe (12 de Maio de 1940)[2]
- Distintivo dos Feridos (1939)
  - em preto (26 de Junho de 1940)[2]
  - em prateado (18 de Março de 1945)[2]
- Título Cuff
  - "Kreta" (6 de Janeiro de 1943)[2]
  - "Afrika" (6 de Janeiro de 1943)[2]
- Cruz Germânica (21 de Dezembro de 1944)
- Cruz de Cavaleiro da Cruz de Ferro a 12 de Maio de 1940 como Leutnant e líder no Sturmgruppe "Beton" no Fallschirmjäger-Sturmabteilung "Koch"[3]
- Distintivo Panzer of the Heer in Bronze (18 March 1945)[2]